# Гутьяр, Евгений Михайлович
Евгений Михайлович Гутьяр (1 февраля 1895, Нижний Новгород — 21 июня 1968) — один из зачинателей научного машиностроения в нашей стране, внесший значительный вклад в разработку гидродинамической теории смазочного слоя опор скольжения. Доктор технических наук, профессор, создатель и многолетний заведующий кафедрами «Детали машин» в МАДИ и МСХА им. Тимирязева, декан факультета механизации сельхозакадемии.

## Биография
Родился 1 февраля 1895 года в семье железнодорожного служащего в Нижнем Новгороде. В 1913 году закончил реальное училище и поступил в Томский технологический институт, который закончил, защитив дипломный проект по паровым турбинам и получив квалификацию инженера-механика. После окончания ТТУ был оставлен при институте, но с 1921 года переехал в Москву. Ученик профессора И. И. Бобарыкова и академика В. П. Горячкина.
По другой версии, родился 10 января 1895 года в семье подполковника российской армии, обучение в ТТУ не закончил, в 1917 году окончил Николаевское инженерное училище. Прапорщик. Принимал участие в Белом движении, служил в войсках Восточного фронта. В январе 1919 года был слушателем Офицерской инженерной школы. 6 февраля 1919 года получил звание подпоручика.
Так или иначе, с начала 1920-х годов проживал в Москве по адресу Старосадский переулок, д. 4 кв. 11, читал курс «Сопротивление материалов» на металлургическом факультете Московской горной академии на кафедре профессора И. И. Бобарыкова. В 1930 году — преподаватель Московской Тимирязевской сельскохозяйственной академии. После разделения академии на несколько вузов — создатель и первый заведующий кафедры «Детали машин» в Московском государственном агроинженерном университете имени В. П. Горячкина, которой руководил с 1930 по 1968 год.
В период эвакуации института (1941—1943 гг.) в г. Кзыл-Орду являлся заведующим объединенной кафедрой сопротивления материалов и деталей машин, а также деканом факультета механизации . После возвращения из эвакуации 23 июля 1943 г. в должности заведующего кафедрой «Детали машин» МИМЭСХ.
Помимо этого, являлся создателем (1931) и первым заведующим кафедры «Деталей машин и теория механизмов», одной из старейших кафедр МАДИ.
Умер 21 июня 1968 года. Похоронен на Химкинском кладбище.

## Избранные труды
- Е. М. Гутьяр. Теория, конструкция и производство сельскохозяйственных машин. — М.: Сельхозгиз, 1936
- Гутьяр Е. М. Колебания вала сепаратора / Проф. Е. М. Гутьяр. — Москва : Моск. ин-т механизации и электрификации сел. хоз-ва, 1940
- Гутьяр Е. М., Мальгин А. Д. Машиноведение : [Учеб. пособие для техникумов механизации сельского хозяйства и механизации гидромелиорат. работ]. — Москва : Машгиз, 1954.
- Гутьяр Е. М. Подпятник скольжения. М., 1955
- Гутьяр Е. М., Мальгин А. Д. Машиноведение. — 2-е изд. — Москва : Сельхозгиз, 1959.
- Гидродинамическая теория смазки. Опоры скольжения. Смазка и смазочные материалы Т. 3. ОТВЕТСТВЕННЫЕ РЕДАКТОРЫ: проф. д-р техн. наук Е. М. ГУТЬЯР и проф. д-р техн. наук А. К. ДЬЯЧКОВ. М., 1960.
- Гутьяр Е. М., Телепнева А. П., Чернавский С. А. Пособие для проектирования и расчета деталей машин : [В 3 ч.] / Под ред. проф. Е. М. Гутьяра; Моск. ин-т инженеров с.-х. производства. Кафедра «Детали машин». Ч. 1. Машиностроительные материалы. Соединения. Оси и валы. Расчетные коэффициенты. — Москва : Б. и., 1964.
- Александрова И. Ф., Гутьяр Е. М. Фрикционная передача. М., 1965.
- Немецко-русский словарь по деталям машин. Около 18000 терминов. Под редакцией проф., д-ра техн. наук E. M. Гутьяра. М., «Сов. Энциклопедия», 1968.